# Herrera de Pisuerga
Herrera de Pisuerga es un municipio y localidad española de la provincia de Palencia, en la comunidad autónoma de Castilla y León. Ubicada en la comarca de Boedo-Ojeda, pertenece al partido judicial de Carrión de los Condes. Se encuentra en la confluencia de los ríos Pisuerga y Burejo a una altitud de 844 m sobre el nivel del mar. Su población asciende a 1898 habitantes (INE 2024).
En el término municipal se encuentra el yacimiento arqueológico de la ciudad de Pisoraca, en el lugar ocupado por la Legio IV Macedónica, acantonada en Herrera durante el siglo I d. C. La localidad, a la que en 1902 se otorgó el título de ciudad, es conocida por su Festival del Cangrejo, renombre alcanzado antes de que la afanomicosis o peste del cangrejo autóctono acabase con este crustáceo en las riberas de Herrera. Cuenta con una notable industria de embutidos —especialmente la de elaboración de morcillas— y de conservas y salazones, así como hortofrutícola, destacando de ella el cultivo de alubias. Es una de las localidades del Camino de Santiago del Norte: Ruta del Besaya

## Toponimia
Desde el punto de vista toponímico y según las investigaciones de Roberto Gordaliza, el nombre de Herrera deriva del latín ferraria (herrería). Respecto a la segunda parte, Pisuerga, alude al río y algunos autores lo relacionan con el otro nombre que tuvo la ciudad: Pisoraca; desde un punto de vista filológico, la forma «Pisuerga» es una derivación completamente regular a partir de Pisoraca.

## Geografía
El municipio incluye las siguientes pedanías:
- Naveros de Pisuerga
- Olmos de Pisuerga
- Ventosa de Pisuerga
- Villabermudo

## Historia

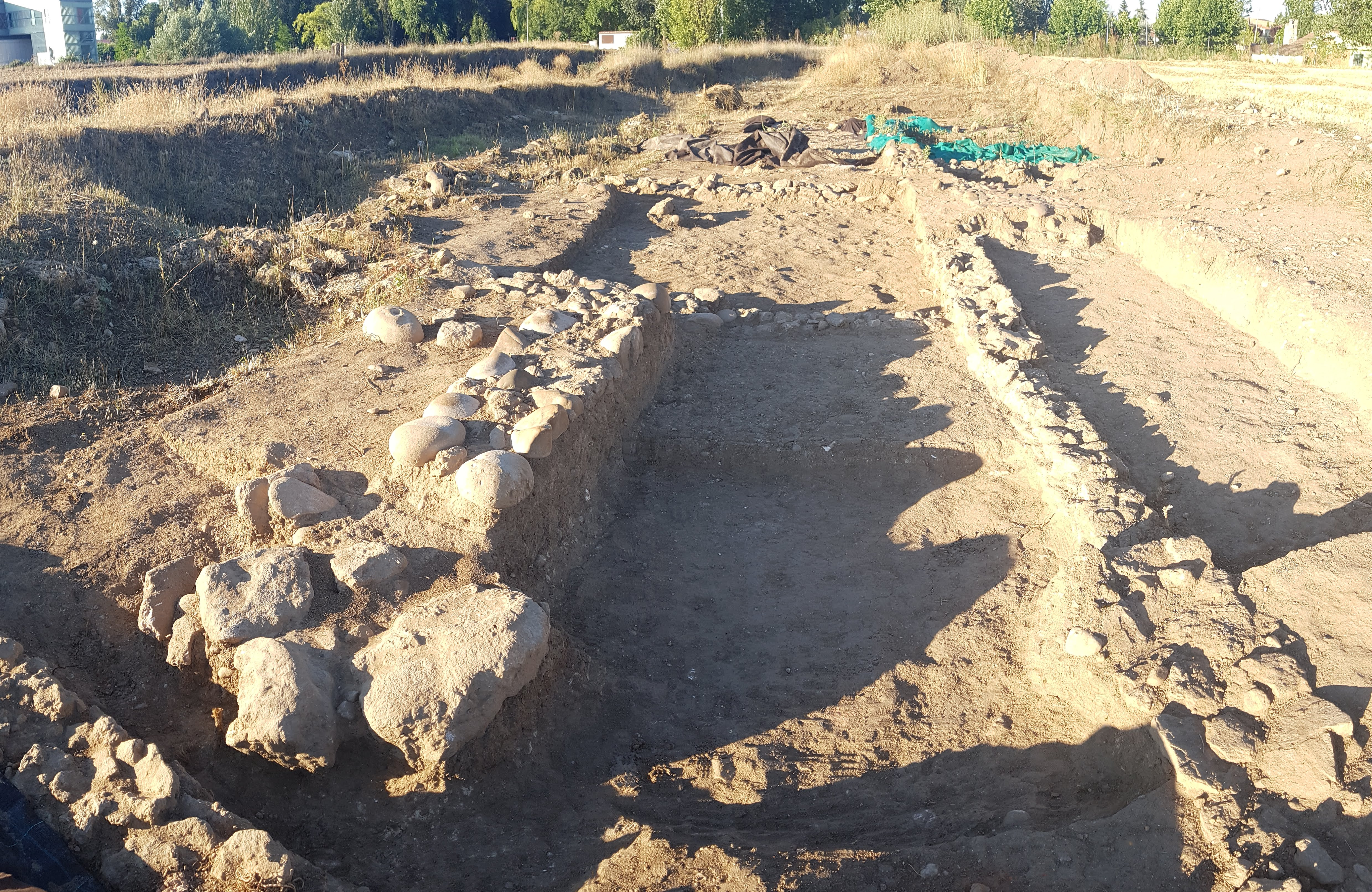
Excavaciones en la cannaba del campamento romano de Pisoraca

### Edad Antigua

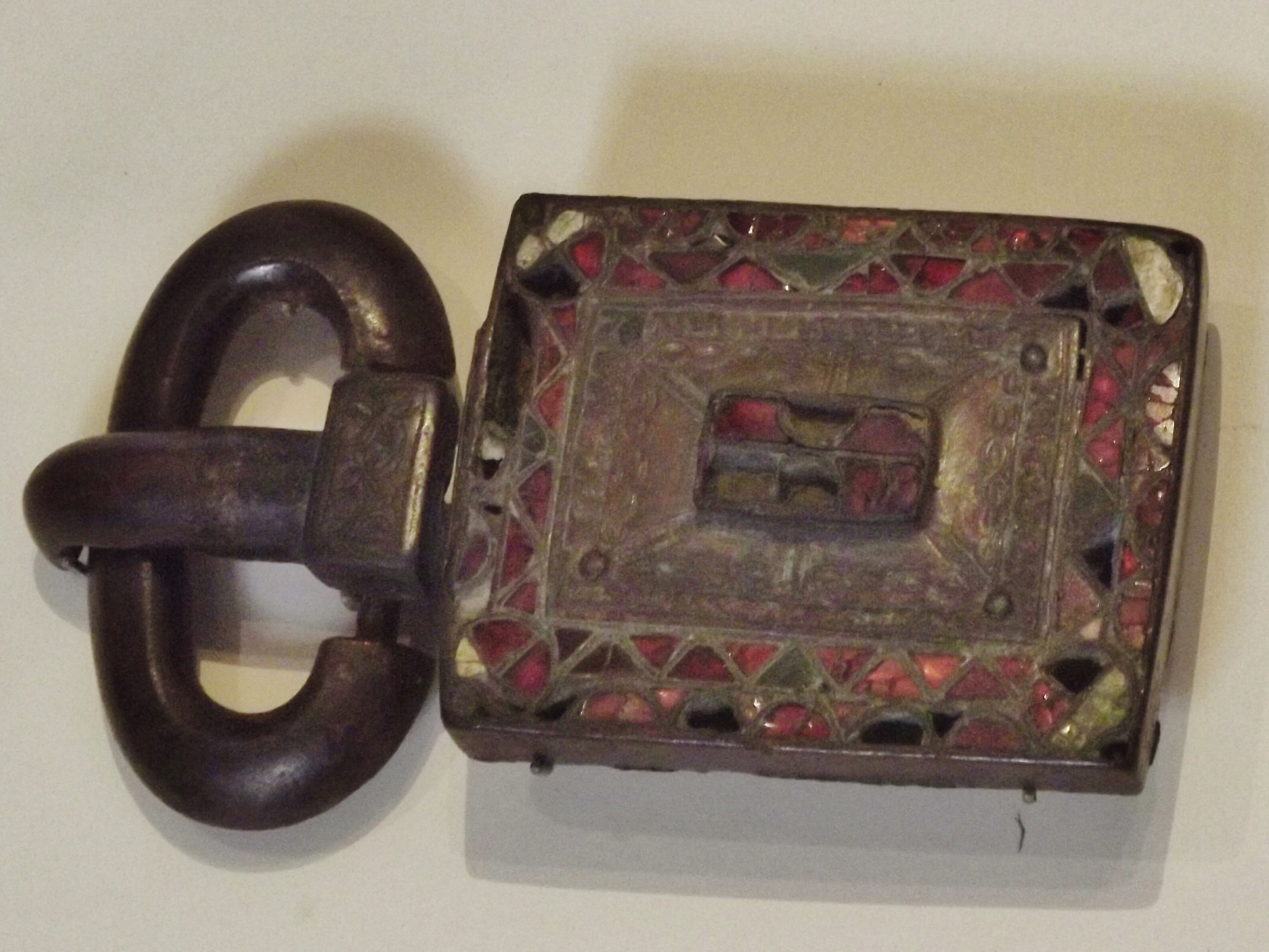
Broche de cinturón de la necrópolis visigoda de Herrera de Pisuerga; Museo Arqueológico Nacional

La antigua Pisoraca romana, fue asentamiento de la Legio IV Macedonica entre el 20 a. C. y el 40 d. C. durante la lucha de César Augusto por someter a los cántabros y romanizar sus posesiones. La contribución de este enclave como campamento romano de las guerras cántabras es discutido por algunos investigadores actuales, dando al asentamiento una fundación posterior a las guerras cántabras.
Sea como fuere, esta legión es trasladada a Mogontiacum (Maguncia, Alemania), ocupando su campamento la una unidad auxiliar de caballería Ala Parthorum. Se documentan materiales de construcción sellados con la figlina del Ala Parthorum, junto con cerámica común, Terra Sigillata Hispánica, vidrio y armas, incluyendo un protector ocular de caballo y algunos restos metálicos de arreos y estribos. La Cohors I Galica Equitata civium romanorum ocupa el solar herreriense después de que el Ala Parthorum fuera trasladada a Mauretania, bajo Domiciano, con motivo del debilitamiento de las unidades de caballería de guarnición en la Península. Es entonces cuando esta unidad, es transformada en Cohors equitata, pasando a ser mandada por un Praefectus cohortis ecuestre, recibiendo la condición de civium Romanorum, lo que permitía que sus hombres vistieran de la misma forma que la caballería y la infantería de las legiones. 
Posteriormente, fue asentamiento visigodo, como demuestra una necrópolis excavada en la zona sur de la ciudad y que gracias a los objetos de adorno personal aparecidos en ella nos proporcionan una cronología de finales del siglo VI, perdurando después de la unificación durante todo el siglo VII. En este sentido, y al margen de algunas referencias aisladas proporcionadas por viajeros y eruditos como Ambrosio de Morales o Ceán Bermúdez, el comienzo de la investigación arqueológica de la necrópolis visigoda de Herrera de Pisuerga se retrasa hasta 1931-1932. Próxima al margen del río Burejo a su paso por la ciudad, y junto al cementerio actual, fue descubierta accidentalmente varias décadas antes con motivo de la creación de varias huertas de regadío. Las excavaciones oficiales, patrocinadas por la antigua Junta Superior de Excavaciones y Antigüedades fueron dirigidas por Julio Martínez Santa-Olalla y revelaron un excepcional conjunto funerario único en el mundo visigodo de la Meseta Norte. Además de tumbas, se encontraron también restos constructivos considerados en su día como contemporáneos a la necrópolis. 
Nuevas campañas estivales tienen lugar en 1960, 1961, 1976 y 1983 pero no es hasta junio de 2016 cuando se encuentra, en una zona aledaña a la excavada en la década de 1930, un conjunto de otras veinte nuevas tumbas con motivo de las obras de ampliación de la calle Victorio Macho, las cuales fueron promovidas y ejecutadas por el Ayuntamiento de Herrera de Pisuerga y la unidad de Arqueología de IE University, en colaboración con el Instituto de Estudios Pisoraca. El yacimiento de Herrera de Pisuerga fue declarado Bien de Interés Cultural en 1993.
Según Santa-Olalla, las fosas en el momento de su excavación se encontraban a unos 80 cm de profundidad. Las sepulturas, estaban en su mayoría orientadas E-O formando alineamientos, y estaban delimitadas por medio de cantos rodados o piedras. En el interior de las fosas fueron depositados ataúdes de madera, pues se encontraron clavos de hierro, o bien parihuelas. En aquella oportunidad se encontraron un total de cincuenta y dos sepulturas que sumadas a las otras veinte recientemente encontradas hace de esta necrópolis unas de las más extensas de la zona Norte. De estas, 19 de ellas contaban con adornos personales en su interior. Entre los materiales hallados en los ajuares destacan aquellos saqueados a partir de 1908 y citados por Zeiss: tres fíbulas, tres placas liriformes, una placa cruciforme y una plaza rígida con la escena de Daniel en la fosa de los leones. De estos diecinueve ajuares, tres de ellos, los más recientes, aún están en fase de estudio, ampliando así el abanico de piezas conocidas, sin que varíe su condición de necrópolis visigoda "clásica", de tradición germánica.

### Edad Media

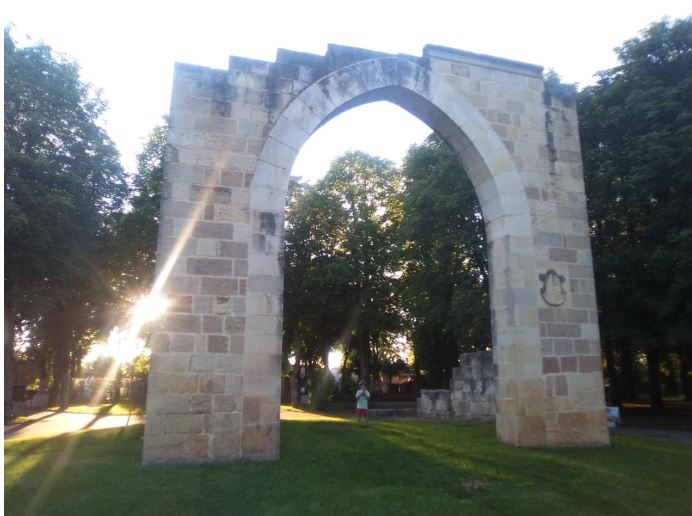
Puerta de Aguilar, proveniente de la antigua muralla de Herrera de Pisuerga, la cual fue desmontada y recolocada en el parque de las Aves

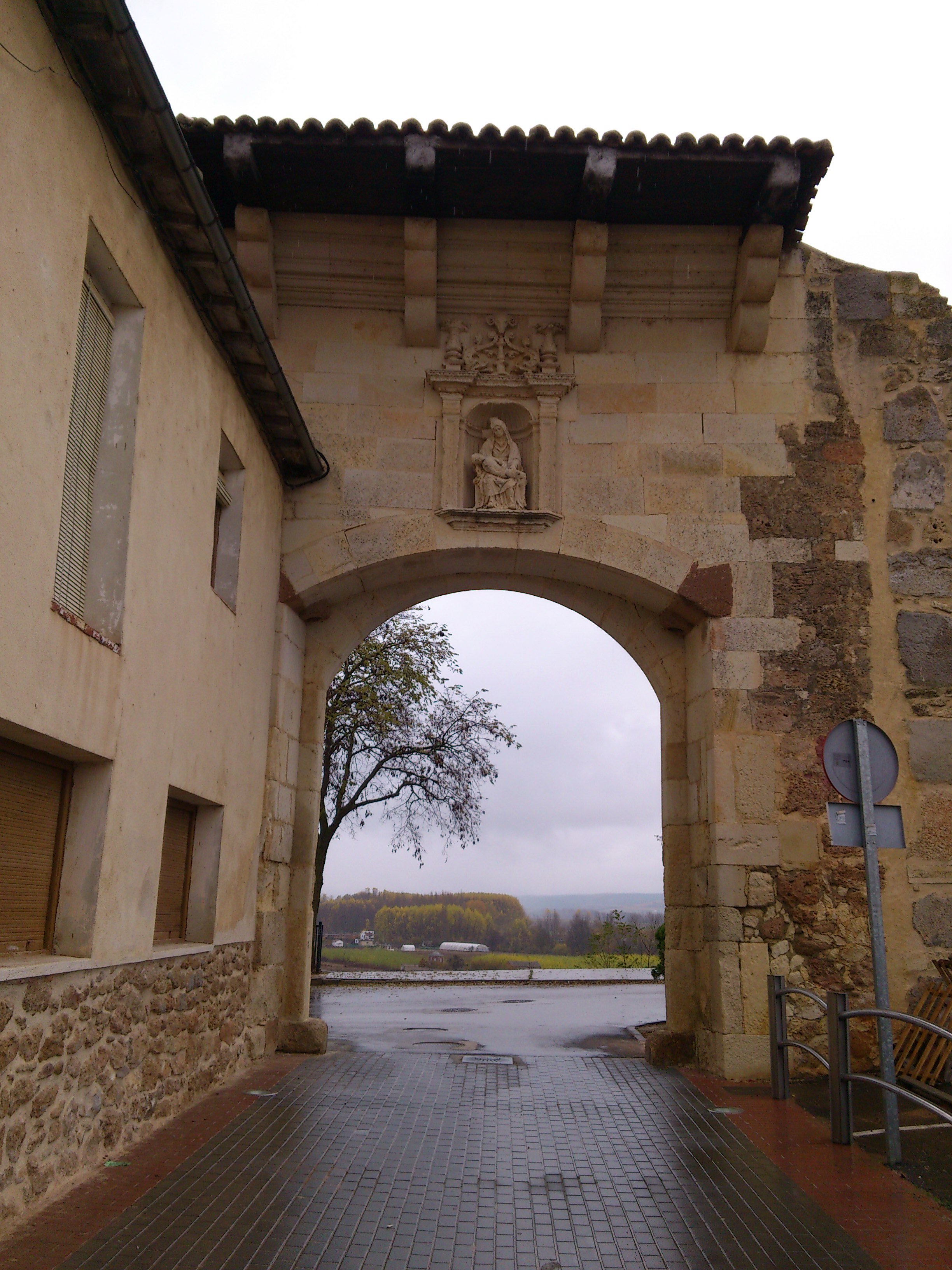
Puerta Nueva o del Homenaje

En 1130, Alfonso VII apresa al conde Pedro de Lara debido a sus intrigas y a los problemas que causaba en el reino, logrando en 1131 la rendición del castillo de Herrera de Pisuerga en poder de los seguidores del conde.
En 1184, Alfonso VIII concede un fuero a la villa de Ferreruela (Herrera) que dice “Concedo toda la heredad que tengo desde el río que llaman Pisuerga hasta el río que llaman Bur según desciende de Torre Herrera, que está en la linde o e mojón, hasta el lugar donde el río Bur se mezcla con el Pisuerga”. Pero pone la villa bajo el señorío de los Lara, que reivindican su anterior tenencia, que ahora ven confirmada. 
En 1330, Alfonso XI compra la villa, el castillo y aldeas por 180 000 maravedís, y otorga varios privilegios con el fin de favorecer la repoblación y reconstrucción de la localidad y sus aldeas, arrasadas tras los ataques y saqueos llevados a cabo por Fernán Ruiz de Castañeda.
Tras depender de diversos señores, la villa de Herrera, por real concesión de Juan I de Castilla pasa a ser señorío de la familia Fernández de Velasco desde 1379; a partir de entonces y hasta el siglo XIX los sucesivos duques de Frías serán los señores de Herrera de Pisuerga. Auspiciado por esta familia, se funda un convento franciscano a finales del siglo XV.

### Edad Moderna

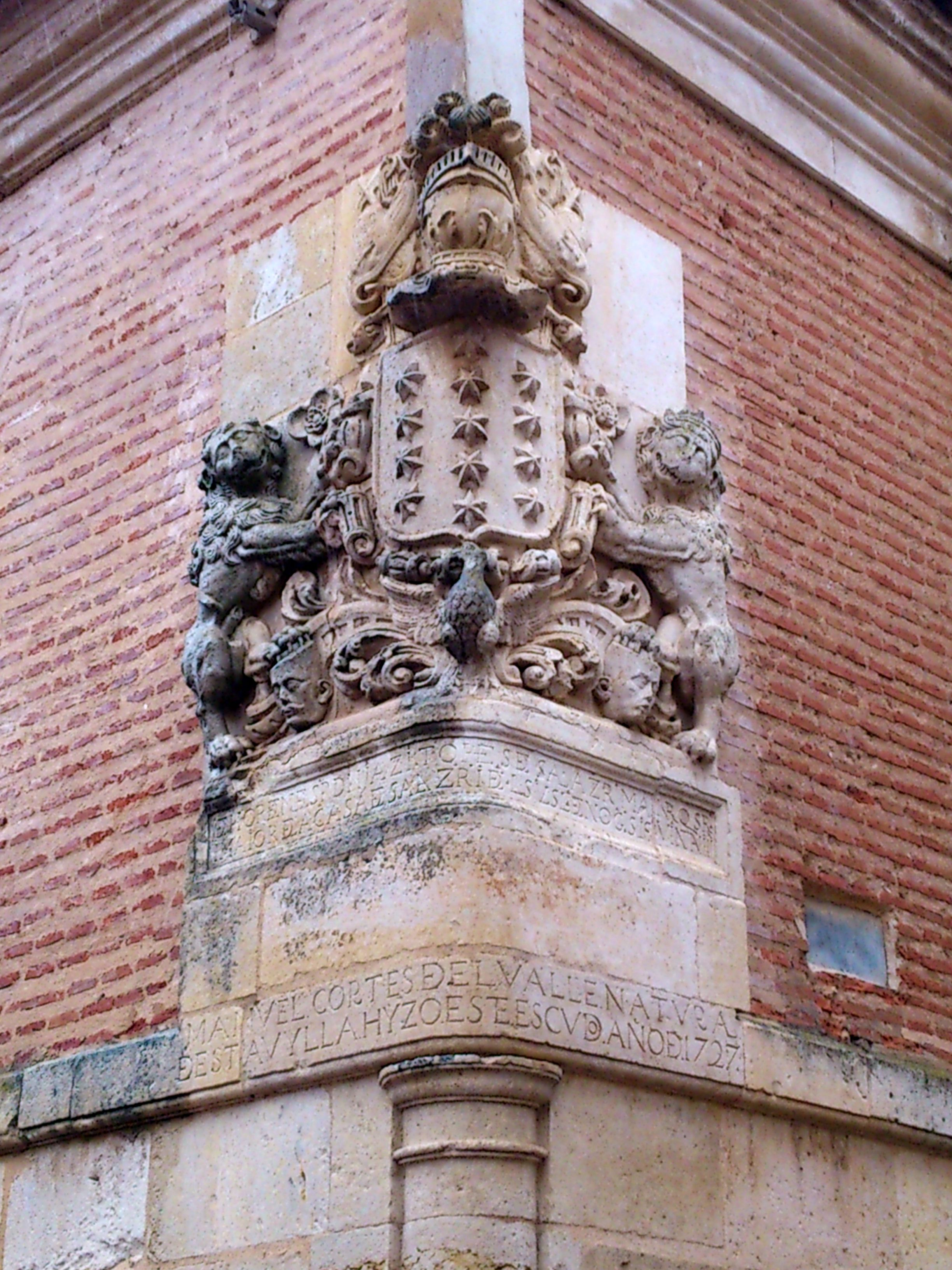
Escudo en la Casa de Don Jacinto Salazar

Dignas de mención son las dos estancias documentadas de Carlos V en Herrera, una el 28 de octubre de 1517 y otra el 31 de julio de 1522. A finales del siglo XVIII, cuando se comienza a construir el canal de Castilla, reside en Herrera el coronel Juan de Homar, que impulsaría la creación de una Sociedad Económica de Amigos del País pensada para reavivar la actividad económica de Herrera y su comarca.

### Edad Contemporánea
Durante los años de la Guerra de la Independencia las tropas francesas invadieron la villa en dos ocasiones, en 1808 y 1812. Por aquellos años, la villa formaba parte del Partido de Villadiego, en la categoría de pueblos solos, uno de los catorce que formaban la Intendencia de Burgos, durante el periodo comprendido entre 1785 y 1833, en el Censo de Floridablanca de 1787, jurisdicción de señorío siendo su titular el duque de Frías.
La desamortización de 1836 supondrá el principio del fin del convento franciscano de San Bernardino del cual hoy sólo quedan las tapias. A mediados del siglo XIX el Canal de Castilla favorece la existencia en Herrera de algunas fábricas de harinas y del consiguiente comercio de granos. Con la instalación del ferrocarril, cuyas líneas se tendieron en 1862, empezarían a sentirse los primeros síntomas de la llegada de los tiempos modernos.En los inicios del nuevo siglo, en concreto el año 1902, por un decreto de la reina regente María Cristina, se otorga a Herrera de Pisuerga el título de ciudad según cita la ordenanza 

queriendo dar prueba de su Real aprecio a la Villa de Herrera del Río Pisuerga, por su aumento de población e importancia industrial y comercial.

## Geografía humana

### Demografía
Cuenta con una población de 1898 habitantes (INE 2024).
| Gráfica de evolución demográfica de Herrera de Pisuerga entre 1842 y 2021 |
| |
| Población de derecho según los censos de población del INE Población de hecho según los censos de población del INEEn estos censos se denominaba Herrera del Río Pisuerga: 1842 y 1857 Entre el censo de 1981 y el anterior, crece el término del municipio porque incorpora a 34115 (Olmos de Pisuerga), 34200 (Ventosa de Pisuerga) y 34203 (Villabermudo) |

## Símbolos

### Escudo
El escudo heráldico que representa al municipio fue aprobado el 22 de marzo de 2002 con el siguiente blasón:

«Escudo de forma española. En campo de plata, dos calderas de sable con asas de sierpes. Al timbre, Corona Real de España»
Boletín Oficial de Castilla y León nº 88 de 10 de mayo 2002

### Bandera
La bandera municipal fue aprobada también el 22 de marzo de 2002 con la siguiente descripción textual:

«Bandera cuadrada, de proporción 1:1, con franjas horizontales de rojo y blanco, y en el centro, el escudo municipal en sus colores»
Boletín Oficial del Estado nº 88 de 10 de mayo 2002

## Administración y política

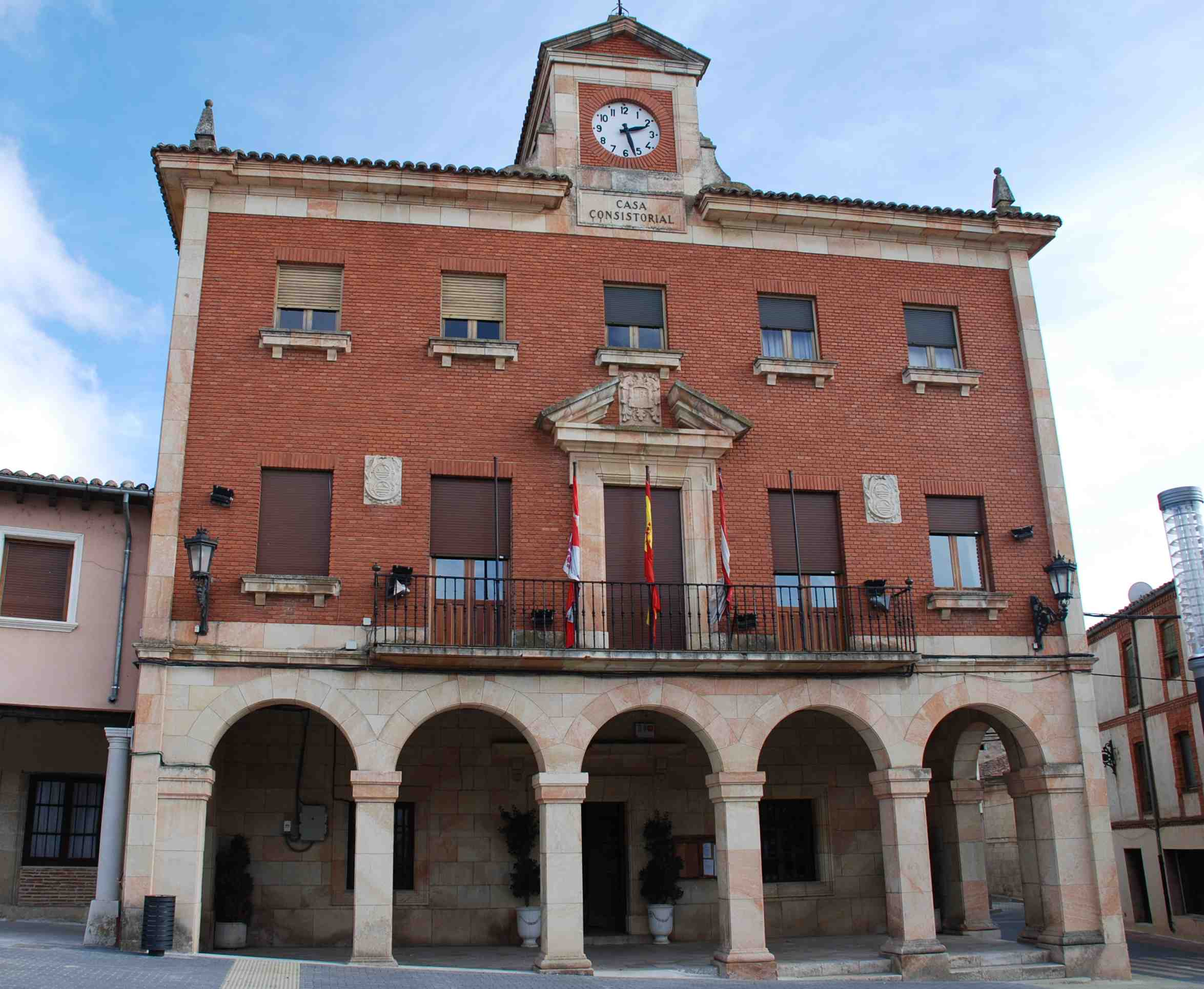
Casa consistorial

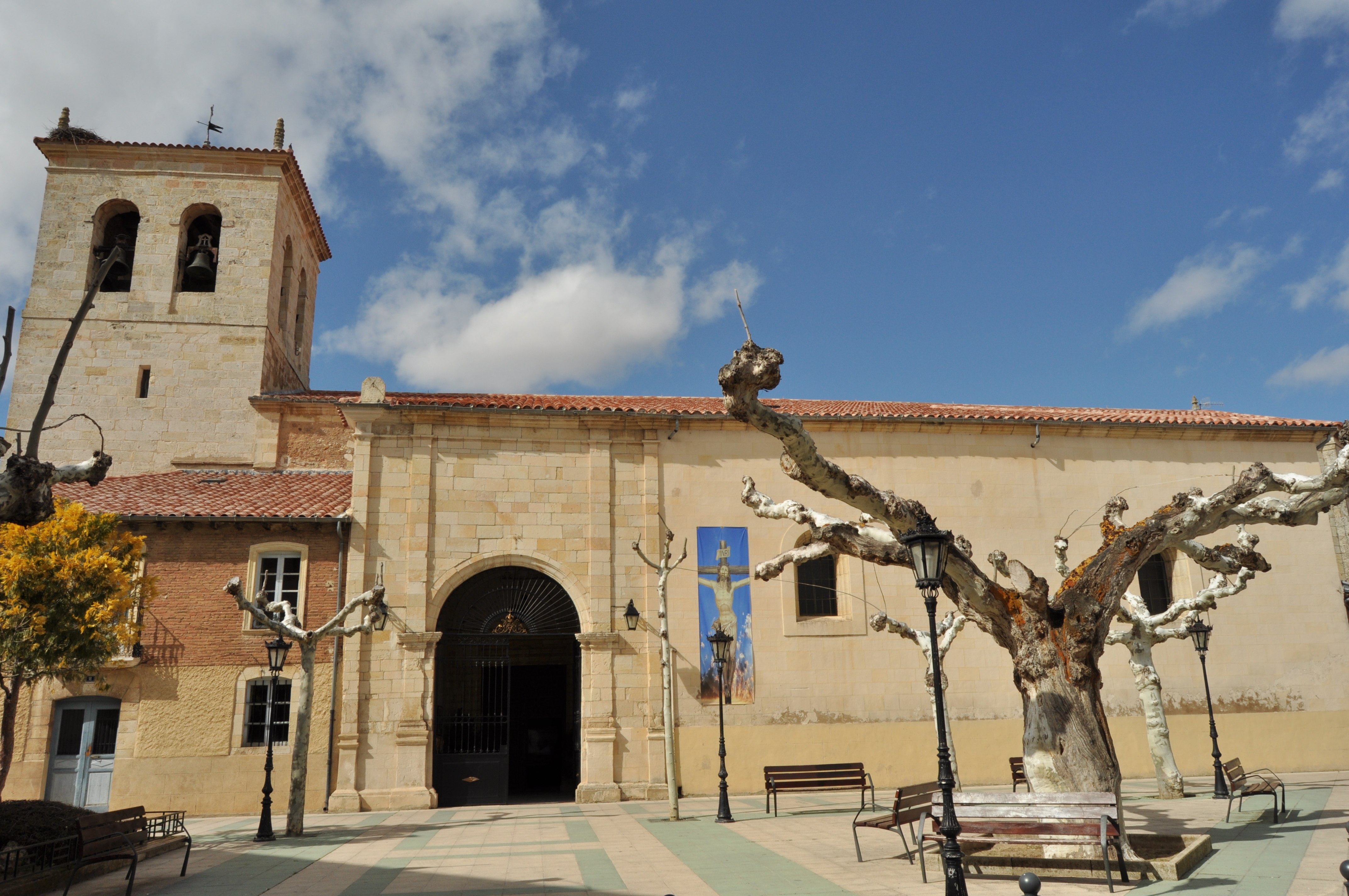
Iglesia parroquial de Santa Ana

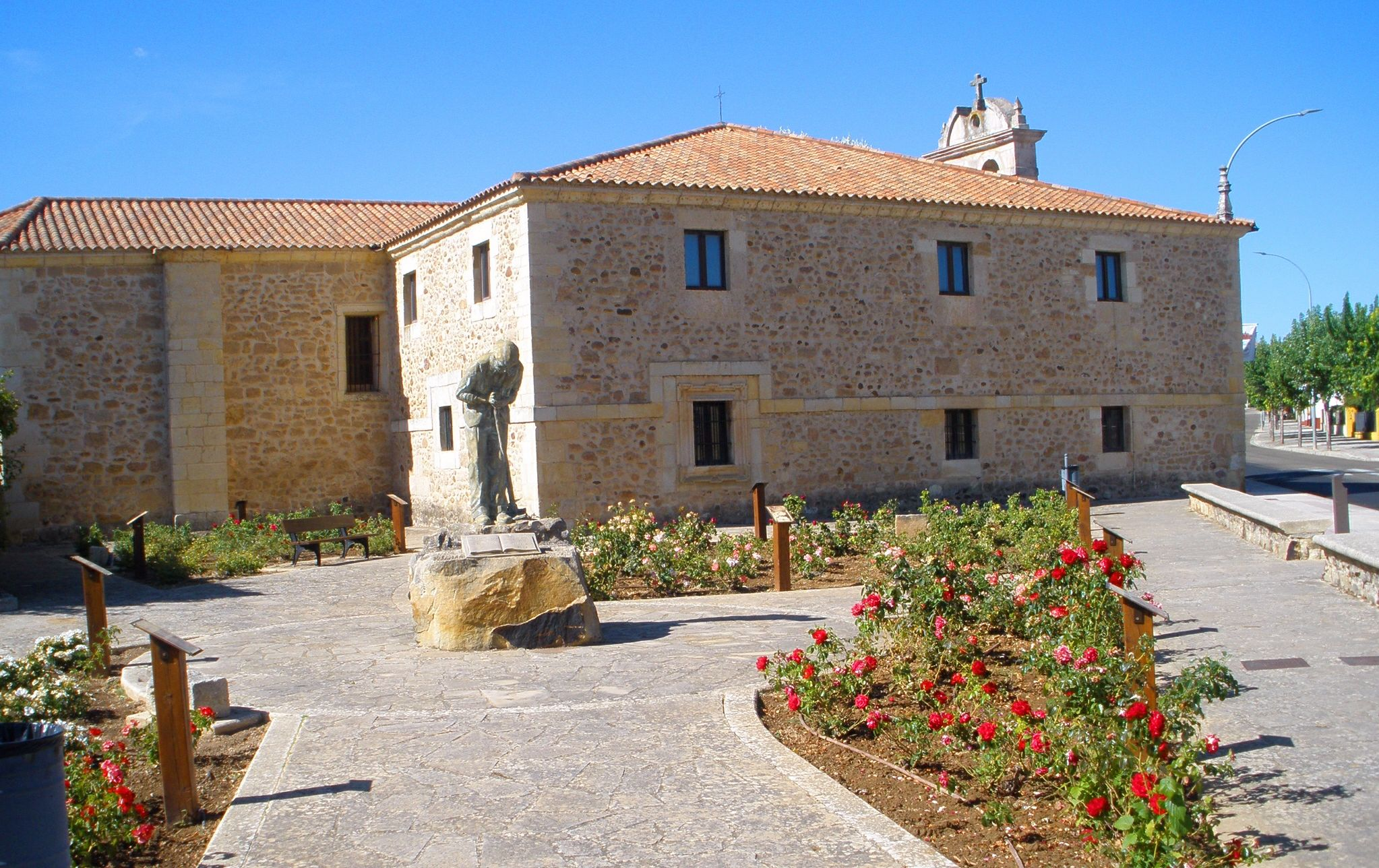
ermita de Nuestra Señora de la Piedad y Monumento al Hortelano

| Legislatura | Nombre                            | Grupo |  |
| ----------- | --------------------------------- | ----- |  |
|             |                                   |       |  |
| 1971        | Gonzalo Carpintero Gutiérrez      |       |  |
| 1972-1978   | Luis Ricardo Salvador Merino      |       |  |
| 1978-1978   | Carlos Pastor Córdoba             |       |  |
| 1978-1979   | Mariano San Millán Martín         |       |  |
| 1979-1983   | Ramón García Pereira              | PSOE  |  |
| 1983-1991   | Ángel Fernández Macho             | AP    |  |
| 1991-1992   | Teodoro Rivero Ruíz               | CDS   |  |
| 1992-1995   | José Luis Barrio Mahamud          | CDS   |  |
| 1995-2003   | Celia Rosa Fernández Arroyo       | PP    |  |
| 2003-2019   | Javier San Millán Merino          | PP    |  |
| 2019-       | Francisco Javier Fernández Ortega | IPH   |  |

| Partidos políticos en el Ayuntamiento de Herrera de Pisuerga |            |
| Partido político                                             | Concejales |
| Partido Popular (PP)                                         | 7          |
| Ganemos Palencia-Izquierda Unida (España) (IU)               | 2          |
| Partido Socialista Obrero Español (PSOE)                     | 2          |

## Cultura

### Patrimonio
- Restos de la muralla romana: situados en la plaza Mayor. Restos de la cerca que protegía el campamento de la Legio IV Macedónica, acantonada en Herrera de Pisuerga tras las guerras cántabras.
- Aula arqueológica: centro de interpretación del pasado romano de la ciudad.
- Puerta Nueva: De mediados del siglo XVI.
- Casas blasonadas: Destacan las de las familias Lara, Velasco, Salazar y Ladrón de Guevara.
- Aviario: Situado en el parque de las Aves. Recoge una amplia muestra de pájaros y áves de todo el mundo.
- Camino Lebaniego Castellano[9]

Patrimonio pontonero

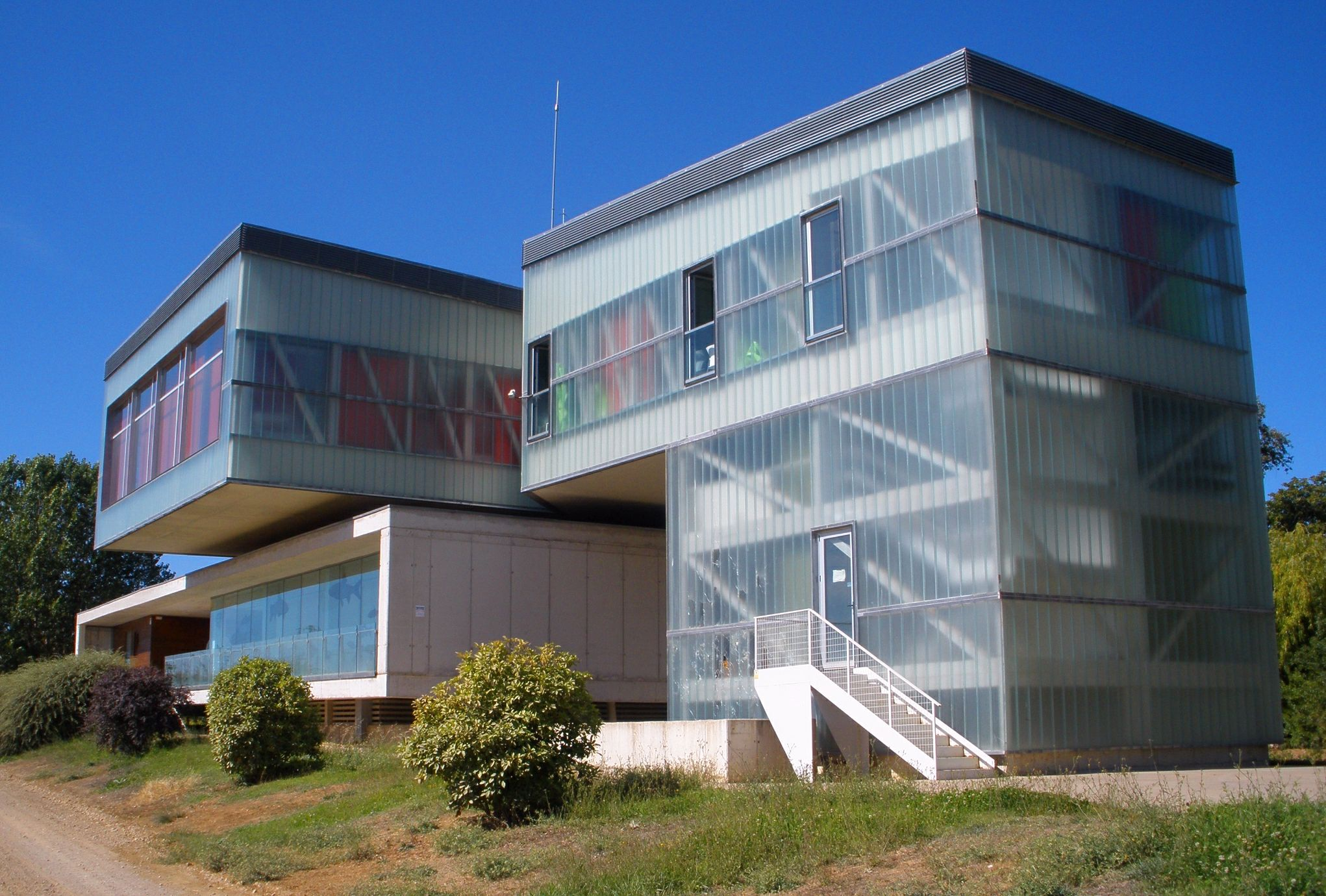
Centro de Interpretación del Cangrejo de Río, inaugurado en 2014

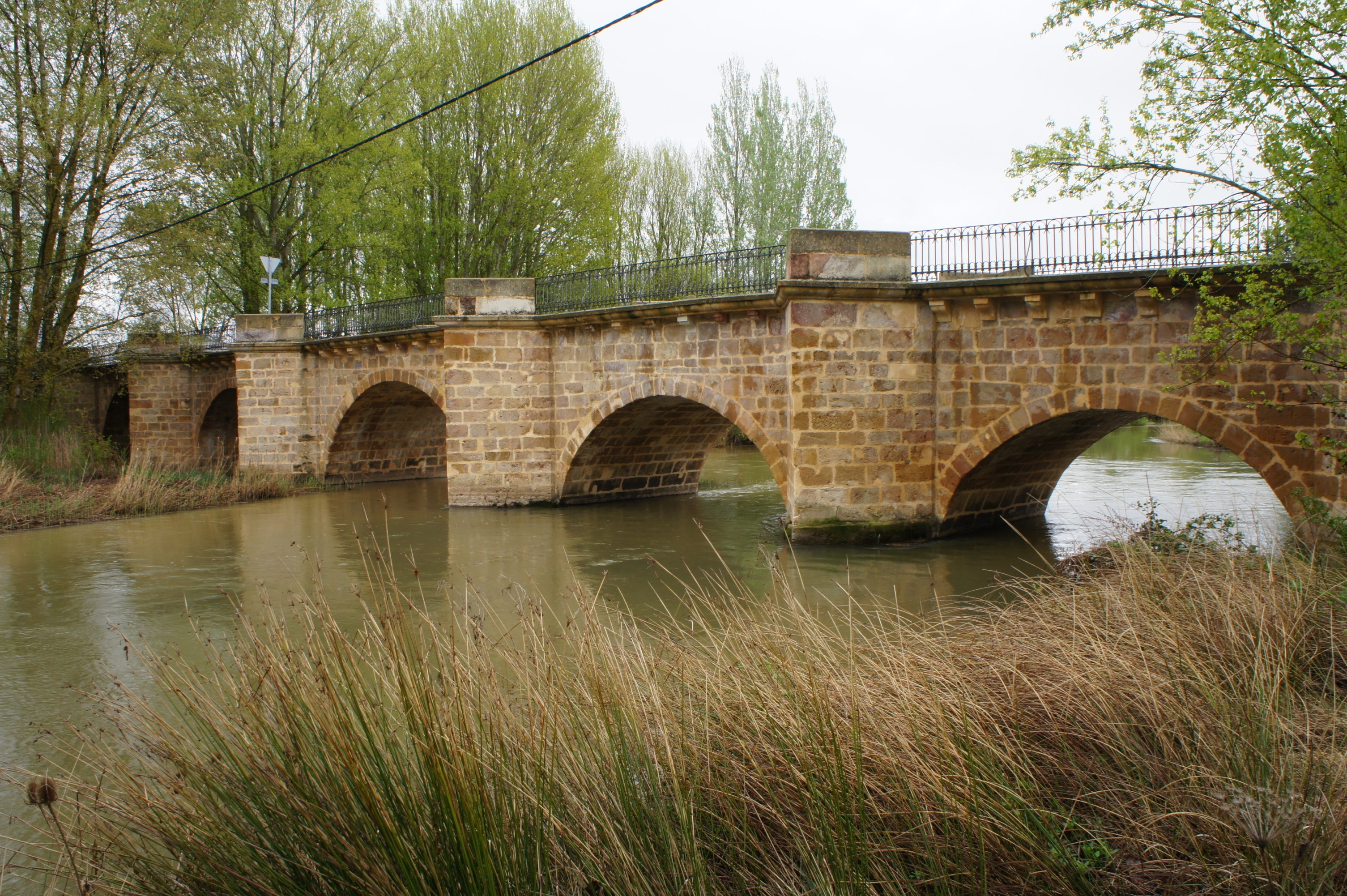
Puente de San Francisco

- Puente de San Francisco. Se trata de una obra civil en fábrica de arenisca que se construye en el siglo XVII con rehabilitaciones a lo largo de los siglos XVIII y XIX. Se le considera una de las estructuras pontoneras barrocas más interesantes del territorio peninsular. Ubicado junto a la carretera nacional N-611 actualmente da servicio a la vía provincial hacia Sotresgudo y Villadiego.
- Puente Viejo sobre el río Burejo. Es un bello puente de dos ojos en fábrica de arenisca de estilo decimonónico que se construye para dar servicio al camino real de Palencia-Santander. Se encuentra situado en la N-611 a la altura del PK 80 dentro de la vía auxiliar pues la actual carretera nacional discurre por una variante.
- Puente Nuevo sobre el río Burejo. Estructura en hormigón armado que se construye en 1990 para dar servicio a la variante de la carretera nacional N-611 dentro del llamado "Primer Plan General de Carreteras. Variantes". Se encuentra situado en el PK 80 de esta calzada.

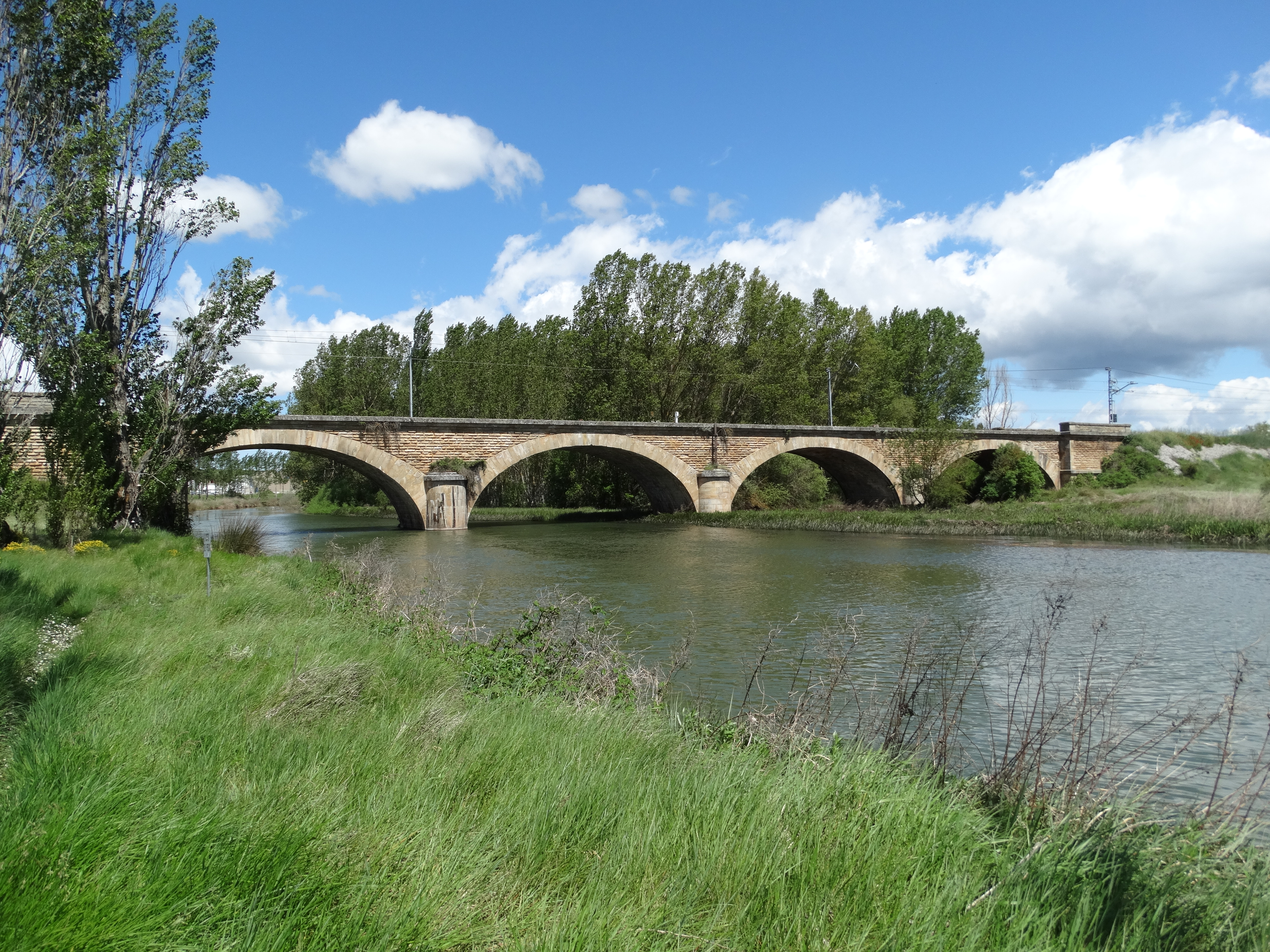
Puente de Los Dolores

- Puente de Los Dolores. Obra civil ferroviaria que da servicio a la línea Palencia-Santander. Se trata de uno de los trazados ferroviarios más antiguos de la Península iniciado a mediados del siglo XIX y ha sufrido pocas modificaciones. Salva el cauce del río Pisuerga y es visible desde la propia carretera nacional N-611, aproximadamente en el PK 78,800 antes de entrar en la población de Herrera de Pisuerga, sentido creciente.

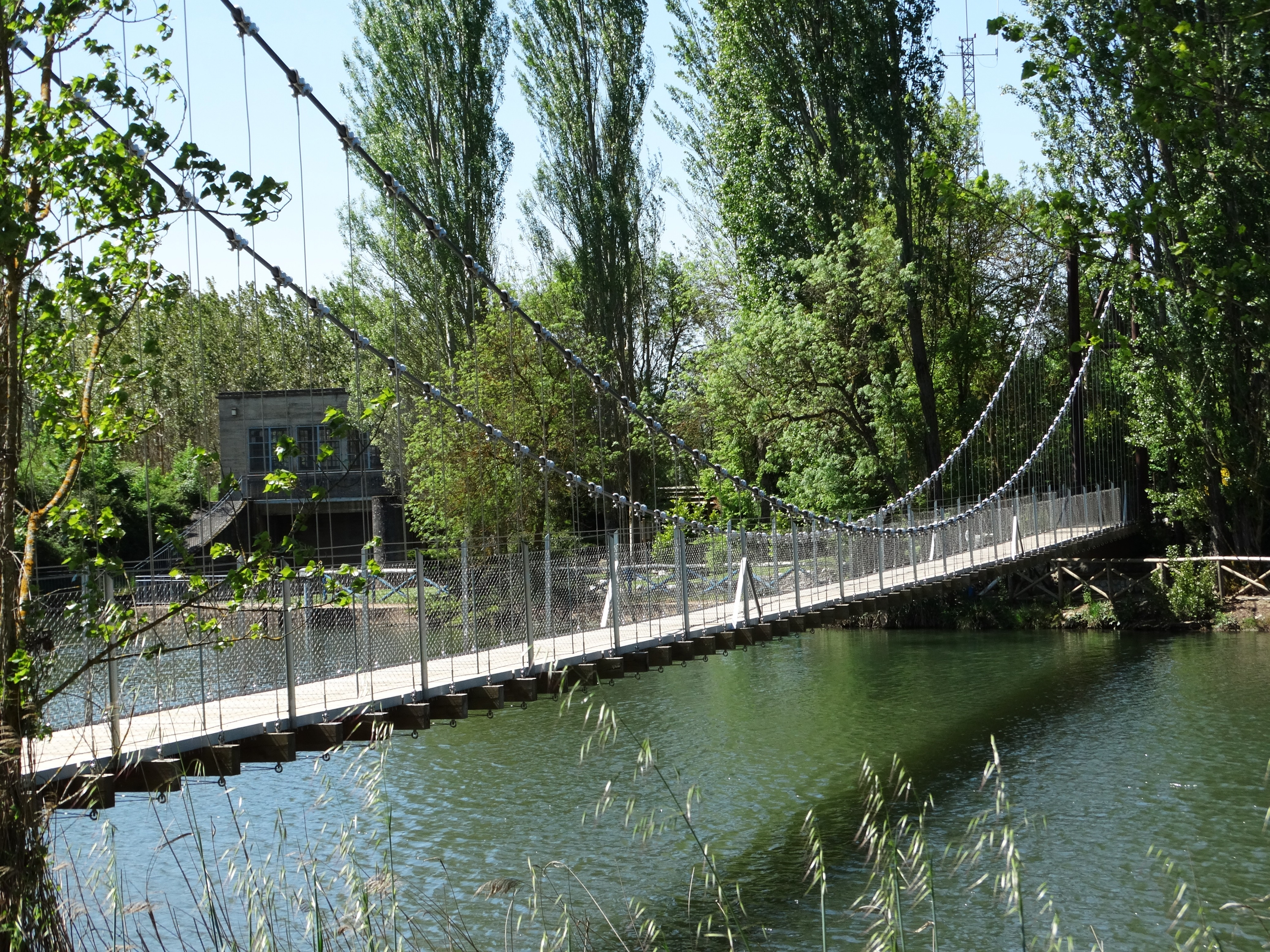
Pasarela de San Andrés sobre el río Pisuerga

- Pasarela de San Andrés. Preciosa estructura colgante construida en acero y madera que salva el cauce del río Pisuerga poco antes de llegar a la presa de San Andrés. Inaugurada con fecha 12.05.2015 sirve para el tránsito de peatones y ciclistas que acceden al centro de interpretación del Canal de Castilla o transitan por los caminos de sirga adyacentes.
- Pasarela de la Casa del Cangrejo. Es una estructura mixta de madera, hormigón armado en estribos y acero que sirve para acceder al centro de interpretación del cangrejo de río en la villa de Herrera de Pisuerga. Salva el cauce del río Burejo. Fue inaugurada en el año 2014.

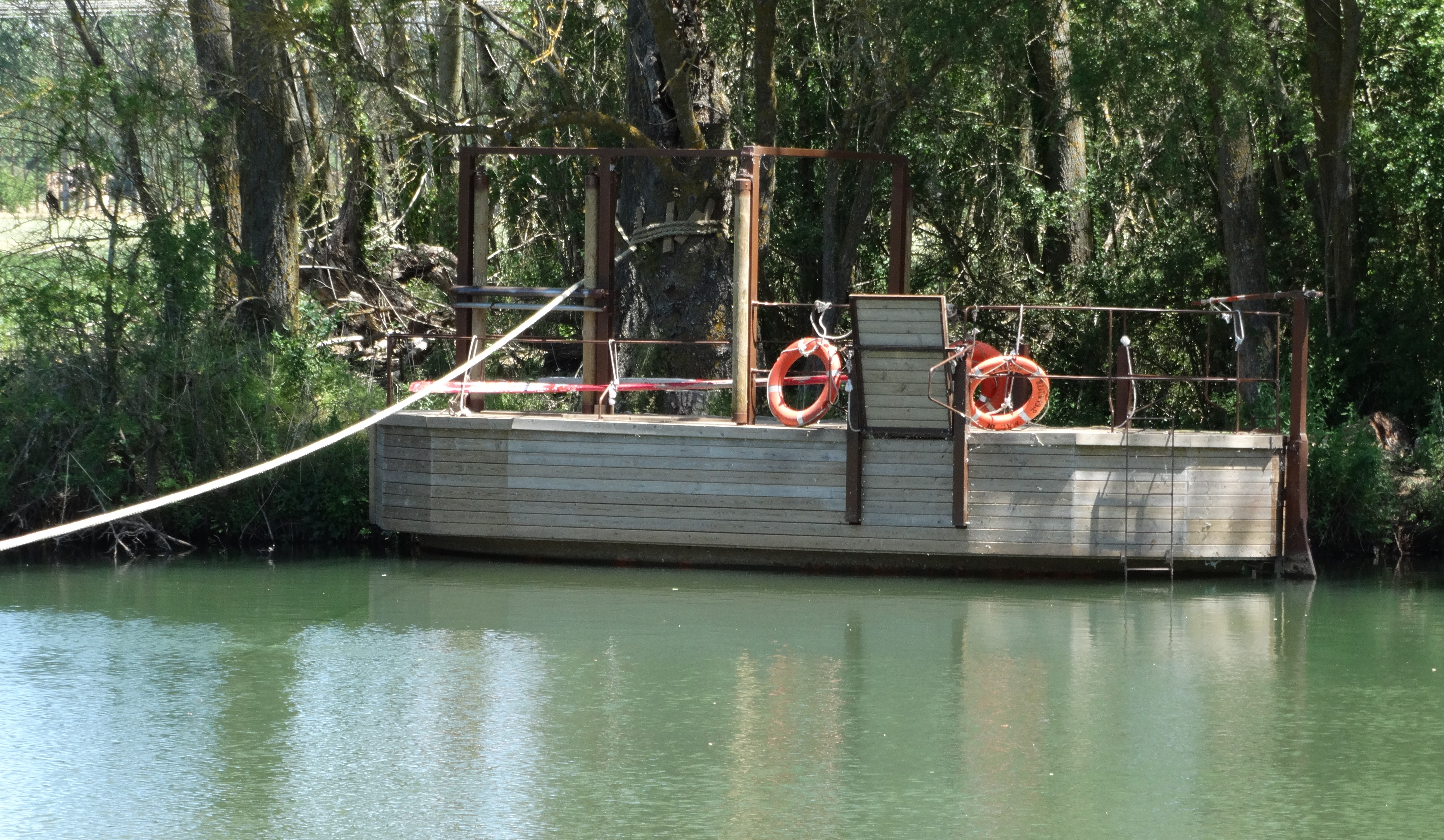
Barcaza de la Maroma sobre río Pisuerga.

- Puente Barca (Barcaza de la Maroma) sobre el río Pisuerga. Localizado junto a un viejo vado natural para salvar el cauce del río Pisuerga que se utilizaba desde el Medievo. Era el sitio idóneo para, cuando las aguas venían crecidas, ubicar un sistema de maromas fijadas a gruesos fresnos de ribera y agarrándose a ellas, avanzar la embarcación en el cruce del río. Hacia mediado el siglo XIX se construyó un estribo o anclaje de hormigón en margen derecha para afirmar el sistema de cuerdas. Recientemente se ha reconstruido la barca que cruza el río y da servicio a paseantes y ciclistas que quieren pasar de orilla a orilla. Se encuentra muy cerca de la Pasarela de San Andrés.

### Fiestas y tradiciones

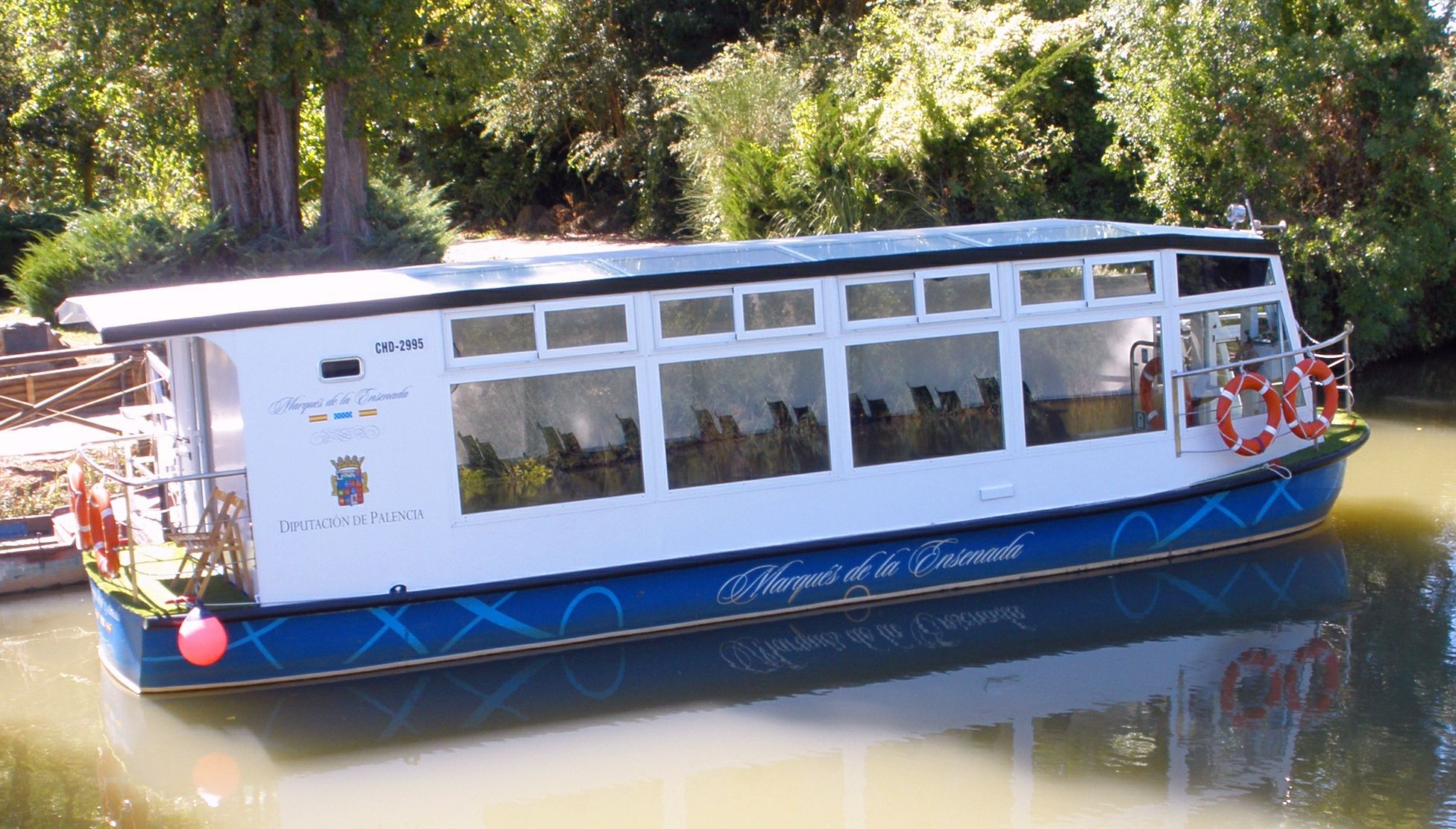
Barco turístico Marqués de la Ensenada sobre el Pisuerga, perteneciente al Centro de Interpretación del Canal de Castilla

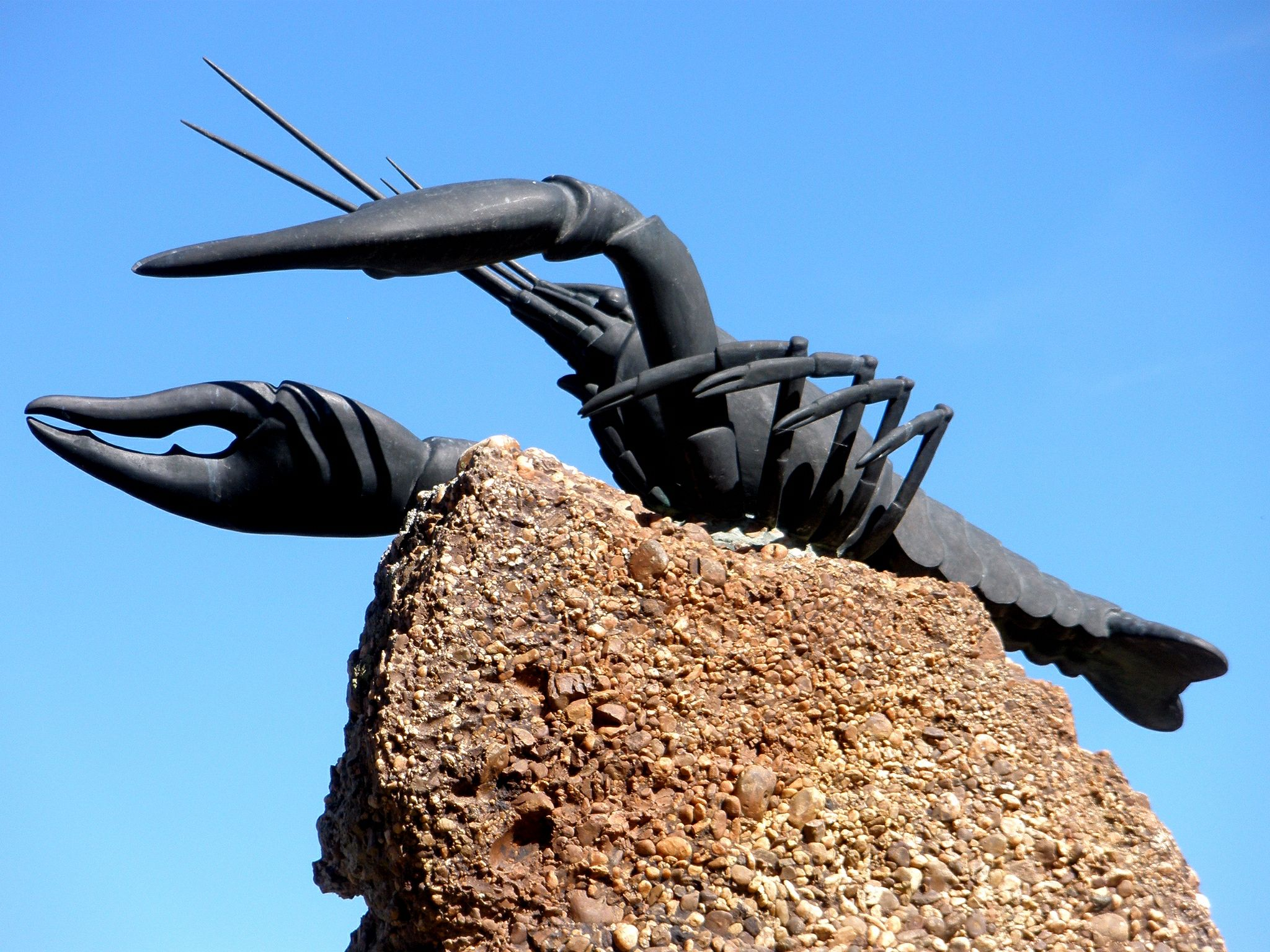
Monumento al Cangrejo de Río

- Fiesta de Exaltación del Cangrejo de Río: Fiesta herrerense por excelencia. Primer fin de semana de agosto.
- Fiesta de Nuestra Señora de la Piedad: Tercer fin de semana de septiembre
- Muestra alimentaria. Fiesta de exaltación a la patata del Boedo/Ojeda: Exposición, degustación y concurso de este producto.
- Mercado romano: Animado fin de semana en el que el pueblo rememora su pasado romano. 2.º fin de semana de julio.
- Malabaria: concentración de artistas de malabares, fuego, equilibrio, espectáculos.